# 武漢市蔡甸區實驗高級中學
蔡甸区实验高级中学（Caidian Experimental High School），即“蔡甸实高”、“蔡甸五中”，是武汉市的一所市级示范高中，也是武汉市首批艺体特色学校。学校始建于1972年，2012年学校升为武汉市市级示范高中。

## 學校状况
该校设有南北两个校苑，均配备校门。其中，南苑为高一及高二年级学生教学活动区域，北校区则为高三年级学生教学活动区域；两校苑之间通过操场相连。
学校现有在校学生3000余名，设有40余个教学班（含日语教学班及艺术类班），教职工220余人。该校是武汉市市级示范高中，同时拥有 “武汉市体艺特色高中”、“武汉市普通高中特色学校” 等称号。
学校办有校刊《韶华》，2024年下半年起改为电子版，由学校微信公众号推送。
2024年7月13日，学校原书记、校长郑永艳调至蔡甸区中法生态城第一高级中学任职，学校原副校长山中桥担任学校党总支书记，朱本珑调入学校担任校长。

## 建校歷史
1971年6月3日，汉阳师范学校在汉阳县黄陵镇龙克山（今蔡甸区军山街道龙灵山）筹建，次年开学。
1981年，武汉市拨专款在蔡甸镇兴建新教学大楼、教工宿舍、学生宿舍、礼堂等共6000多平方米，即为今日蔡甸实高南苑。1982年3月12日全校由龙克山搬迁到新校舍。
1984年，在汉阳师范附近新建蔡甸高中，为全县第一所单设高中。同年，在蔡甸镇齐联村新建秦府岭中学，设有高中和初中部，校址即为今蔡甸实高北苑。 
1989年，为响应国家和湖北省教委对中等师范学校作出调整压缩的号召，当年汉阳师范停止招收新生。并于1991年正式停办，校址供蔡甸高中办学。
2000年9月，由原汉阳师范旧址、蔡甸高中和秦府岭中学高中部（初中部即时停办）重组合并，建立“蔡甸区第五高级中学”。
2012年，学校获评武汉市师范中学。次年，更改校名为“蔡甸区实验高级中学”。